# Любинский
Лю́бинский — рабочий посёлок в Омской области России, административный центр Любинского района.
Население — 10 845 чел. (2025).

## История
История Любинского района начинается в XVIII веке. Тогда в 1741 году по указу Тобольской губернской канцелярии на левом берегу Иртыша напротив Чернолуцкой слободы был построен форпост Воровской, предназначенный для защиты населения от набегов кочевников. Своё название форпост унаследовал от одноимённой речки, впадающей в Иртыш. Со временем оборонительное значение форпоста отпало, и он стал обычной деревней Воровской.
В середине XIX века в Воровской поселились крестьяне из Воронежской губернии, которым название деревни показалось неблагозвучным. В феврале 1853 года на общем сходе жители приняли решение сменить название деревни, и назвать её Любиной. Легенда гласит, что название выбрано в честь Любы Гасфорд, второй жены Омского генерал-губернатора Г. Х. Гасфорда, умершей в 1852 году в возрасте 23 лет. К концу XIX века на этом месте образовалось большое село под названием Любино, которое состояло из трёх деревень: Любино-Москали, Любино-Старожилы и Любино-Малороссы. Население Любино составляло свыше трёх тысяч человек. Позднее оно стало центром Любинской волости Тюкалинского уезда.
Примерно в это же время на том месте, где ныне стоит сам Любинский, был основан маленький посёлок. В противоположность старому Любино, новый посёлок был назван Ново-Любино. К 1910 году там было уже семь дворов.
В том же году началось строительство железной дороги Омск-Ишим-Тюмень, и неподалёку от посёлка была создана станция Любинская. Через год на месте станции уже были возведены железнодорожный вокзал и служебные помещения. Ещё через год, в 1912, рядом с вокзалом были построены водонапорная башня и помещение для водонасосной станции. В 1913 году железная дорога уже действовала, и к 1914 году возле станции находилось уже порядка 40 землянок.
24 сентября 1924 года постановлением Сибревкома был образован Любинский район, который начал активно развиваться после Великой Отечественной войны.
Непосредственно посёлок Любинский был образован много позже, когда 12 марта 1947 года в соответствие с Указом Президиума Верховного Совета РСФСР село Ново-Любино и железнодорожная станция были объединены и получили статус рабочего посёлка.

## Население
| 1939    | 1959    | 1970    | 1979    | 1989    | 2002    | 2009    | 2010    |
| ------- | ------- | ------- | ------- | ------- | ------- | ------- | ------- |
| 6266    | ↗8515   | ↗8718   | ↗9869   | ↗10 881 | ↘10 588 | ↗10 977 | ↘10 231 |
| 2011    | 2012    | 2013    | 2014    | 2015    | 2016    | 2017    | 2018    |
| ↘10 225 | ↘10 157 | ↗10 282 | ↗10 300 | ↗10 385 | ↗10 436 | ↘10 435 | ↘10 375 |
| 2019    | 2020    | 2020    | 2021    | 2023    | 2025    |         |         |
| ↗10 389 | ↘10 335 | →10 335 | ↗10 803 | ↗10 893 | ↘10 845 |         |         |

## Экономика
В Любинском имеется завод пива и кондитерских изделий. Близ райцентра в районе поселка Красный Яр находится молочноконсервный комбинат.

## Транспорт
В посёлке существует только один автобусный маршрут, по которому до недавнего времени курсировал один-единственный автобус ЛАЗ-695, называемый местными жителями — Пятачок. Считается, что такое название закрепилось за ним с самого начала, в восьмидесятых, когда автобусный маршрут только был введён, и проездной билет на него стоил пять копеек. Весной 2011 года Тридцатое АТП, которое занимается транспортными перевозками в посёлке, заменило морально и физически устаревший ЛАЗ на новый ПАЗ-3205, который сохранил за собой прозвище предшественника. Длина маршрута составляет приблизительно 4-5 километров, интервал движения — 15-30 минут. Большая часть маршрута в основном пролегает по любинской «кольцевой» дороге и по центру посёлка. Кроме автобуса имеется служба такси.
До Омска курсирует регулярное автобусное движение и маршрутное такси, интервал движения составляет 30-40 минут.
Также через посёлок проходит Транссибирская железнодорожная магистраль. Между Омском и Любинским курсируют поезда и электрички.

## Образование
Любинская средняя школа № 1 была построена в 1956 году на улице МОПРа, дом № 90. Однако одной школы для обучения детей в районе стало не хватать, и к 1966 году была построена Любинская средняя школа № 2 на улице Ремесленная, изначально планировавшаяся как школа-интернат. К первому сентября 1997 года была построена и Любинская средняя школа № 3, призванная обеспечить учебные места для детей, проживающих за линией железной дороги.
В декабре 1954 года в посёлке был открыт районный Дом пионеров и школьников. В 90-х он был переименован в Дом детского творчества.
В июне 2000 года в посёлке был открыт Любинский детский дом, однако в 2011 году из-за управленческого конфликта он был расформирован, а освободившееся помещение передано под детский сад.

## Культура
В посёлке имеется Дом культуры, кинотеатр «Россия», историко-краеведческий музей, несколько библиотек.

## Достопримечательности
- «Скорбящая мать» — памятник воинам Великой Отечественной войны, установленный в 1974 году.
- Памятник В. И. Ленину у входа в музыкальную школу.
- Районный историко-краеведческий музей имени Ивана Семёновича Коровкина.
- Церковь имени Святого Преподобного Серафима Саровского.
- Памятник «Дружба народов».
- Памятный знак о пребывании Императорской семьи Романовых на станции «Любинская». Открыт 15 июля 2011 года. В 2012 году на месте памятника (на привокзальной площади в райцентре) построена Николаевская часовня. Открытие с освящением состоялось 14 июля 2012 года[34].

## Известные жители и уроженцы
- Почтарёв, Анатолий Георгиевич (род. 1938) — Герой Социалистического Труда.
- Вишлёв, Олег Викторович (род. 1954) — историк.

## Галерея
- Здание кинотеатра «Россия»
- Православная церковь на улице 40 лет ВЛКСМ